# Westdeutsche Fußballmeisterschaft 1911/12
Die westdeutsche Fußballmeisterschaft 1911/12 war der zehnte vom Westdeutschen Spiel-Verband organisierte Wettbewerb. Sieger wurde der Cölner BC 1901. In der Endrunde um die deutsche Meisterschaft erreichten die Kölner das Viertelfinale.
Die vorher neun Bezirke wurden zu vier Kreisen zusammengelegt. In den vier Kreisen wurden zunächst die Kreismeister ermittelt. Die Kreismeister ermittelten im K.-o.-System den einen Finalteilnehmer. Dieser traf im westdeutschen Endspiel auf den Meister der Verbandsliga, die auch unter dem Namen Zehnerliga bekannt war.

## Kreismeisterschaften

### Rheinischer Südkreis

#### Gruppe Nord
| Pl. | Verein                     | Sp. | S  | U | N  | Tore    | Quote | Punkte |
| --- | -------------------------- | --- | -- | - | -- | ------- | ----- | ------ |
| 1.  | Borussia München-Gladbach  | 14  | 12 | 1 | 1  | 053:100 | 5,30  | 25:30  |
| 2.  | Union Düsseldorf           | 14  | 9  | 0 | 5  | 043:280 | 1,54  | 18:10  |
| 3.  | Eintracht München-Gladbach | 14  | 7  | 2 | 5  | 039:340 | 1,15  | 16:12  |
| 4.  | Rheydter Spielverein       | 14  | 7  | 1 | 6  | 039:320 | 1,22  | 15:13  |
| 5.  | Düsseldorfer SV 04         | 14  | 6  | 2 | 6  | 031:290 | 1,07  | 14:14  |
| 6.  | Hildener FC 03             | 14  | 4  | 3 | 7  | 028:390 | 0,72  | 11:17  |
| 7.  | Germania Hilden            | 14  | 3  | 1 | 10 | 018:510 | 0,35  | 07:21  |
| 8.  | Preußen Crefeld            | 14  | 2  | 2 | 10 | 021:490 | 0,43  | 06:22  |

#### Gruppe Süd
| Pl. | Verein           | Sp. | S | U | N | Tore  | Punkte |
| --- | ---------------- | --- | - | - | - | ----- | ------ |
| 1.  | Jugend Düren     | 14  |   |   |   | 50:13 | 26:2   |
| 2.  | Borussia Cöln    | 14  |   |   |   | 35:22 | 19:7   |
| 3.  | Mülheimer SV 06  | 14  |   |   |   | 44:28 | 18:10  |
| 4.  | Dürener FC 03    | 14  |   |   |   | 24:23 | 17:11  |
| 5.  | Rhenania Cöln    | 14  |   |   |   | 25:34 | 8:20   |
| 6.  | Germania Bonn    | 14  |   |   |   | 23:35 | 8:20   |
| 7.  | VfR Mülheim-Kalk | 14  |   |   |   | 22:43 | 7:21   |
| 8.  | Germania Düren   | 14  |   |   |   | 19:44 | 7:21   |

#### Endspiele
|                           | Ergebnis |              |
| ------------------------- | -------- | ------------ |
| Borussia München-Gladbach | 4:2      | Jugend Düren |

### Rheinischer Nordkreis

#### Gruppe Nord
| Pl. | Verein            | Sp. | S | U | N | Tore  | Punkte |
| --- | ----------------- | --- | - | - | - | ----- | ------ |
| 1.  | Essener SV 1899   | 12  |   |   |   | 33:23 | 16:8   |
| 2.  | BV Solingen 98    | 12  |   |   |   | 37:28 | 13:11  |
| 3.  | VfB 03 Kleve      | 12  |   |   |   | 34:32 | 13:11  |
| 4.  | Viktoria Duisburg | 12  |   |   |   | 23:25 | 13:11  |
| 5.  | Meidericher SV    | 12  |   |   |   | 30:25 | 10:14  |
| 6.  | Essener TC        | 12  |   |   |   | 17:27 | 10:14  |
| 7.  | FC Solingen 95    | 12  |   |   |   | 16:32 | 9:15   |

#### Gruppe Süd
| Pl. | Verein            | Sp. | S | U | N | Tore  | Punkte |
| --- | ----------------- | --- | - | - | - | ----- | ------ |
| 1.  | FC Hagen 05       | 10  |   |   |   | 20:23 | 12:8   |
| 2.  | Cronenberger SC   | 10  |   |   |   | 20:25 | 12:8   |
| 3.  | Hochfelder FC     | 10  |   |   |   | 19:18 | 11:9   |
| 4.  | BV Barmen         | 10  |   |   |   | 19:28 | 9:11   |
| 5.  | SSV Elberfeld     | 10  |   |   |   | 29:16 | 8:12   |
| 6.  | Remscheider FC 06 | 10  |   |   |   | 20:27 | 8:12   |

Entscheidungsspiel um Platz 1: 
|             | Ergebnis |                 |
| ----------- | -------- | --------------- |
| FC Hagen 05 | 1:3      | Cronenberger SC |

#### Endspiel
|                 | Ergebnis |                 |
| --------------- | -------- | --------------- |
| Essener SV 1899 | 4:1      | Cronenberger SC |

### Westfalen

#### Gruppe West
| Pl. | Verein           | Sp. | S | U | N | Tore  | Punkte |
| --- | ---------------- | --- | - | - | - | ----- | ------ |
| 1.  | SuS Schalke 96   | 12  |   |   |   | 50:17 | 18:6   |
| 2.  | TC Gelsenkirchen | 12  |   |   |   | 33:24 | 16:8   |
| 3.  | Dortmunder FC 95 | 12  |   |   |   | 44:24 | 13:11  |
| 4.  | BV 04 Dortmund   | 12  |   |   |   | 20:22 | 13:11  |
| 5.  | SuS Bochum 08    | 12  |   |   |   | 21:25 | 13:13  |
| 6.  | VfB Hamm         | 12  |   |   |   | 23:58 | 7:17   |
| 7.  | Hammer FC 03     | 12  |   |   |   | 12:33 | 2:22   |

#### Gruppe Ost
| Pl. | Verein                | Sp. | S | U | N | Tore  | Punkte |
| --- | --------------------- | --- | - | - | - | ----- | ------ |
| 1.  | Preußen Münster       | 14  |   |   |   | 46:29 | 24:4   |
| 2.  | VfB 03 Bielefeld      | 14  |   |   |   | 37:29 | 18:10  |
| 3.  | FC Teutonia Osnabrück | 14  |   |   |   | 37:32 | 15:13  |
| 4.  | FC 99 Osnabrück       | 14  |   |   |   | 47:43 | 15:13  |
| 5.  | Olympia Osnabrück     | 14  |   |   |   | 61:43 | 14:14  |
| 6.  | Osnabrücker BV 05     | 14  |   |   |   | 40:49 | 13:15  |
| 7.  | Arminia Bielefeld     | 14  |   |   |   | 28:33 | 10:18  |
| 8.  | BV Bad Oeynhausen     | 14  |   |   |   | 20:58 | 3:25   |

#### Endspiel
|                | Ergebnis |                 |
| -------------- | -------- | --------------- |
| SuS Schalke 96 | 4:4      | Preußen Münster |

|                | Ergebnis |                 |
| -------------- | -------- | --------------- |
| SuS Schalke 96 | 3:2      | Preußen Münster |

### Verbandsliga
Erstmals konnte der Cölner BC 01 die Meisterschaft der Zehnerliga für sich entscheiden. Aufsteiger VfvB Ruhrort musste gleich wieder absteigen. Dafür stieg Borussia München-Gladbach auf.
| Pl. | Verein               | Sp. | S  | U | N  | Tore    | Quote | Punkte |
| --- | -------------------- | --- | -- | - | -- | ------- | ----- | ------ |
| 1.  | Cölner BC 01         | 18  | 14 | 1 | 3  | 064:320 | 2,00  | 29:70  |
| 2.  | Essener TB           | 18  | 12 | 1 | 5  | 055:300 | 1,83  | 25:11  |
| 3.  | Duisburger SpV (M)   | 18  | 11 | 2 | 5  | 060:290 | 2,07  | 24:12  |
| 4.  | FC München-Gladbach  | 18  | 11 | 2 | 5  | 041:180 | 2,28  | 24:12  |
| 5.  | Cölner FC 1899       | 18  | 9  | 2 | 7  | 037:440 | 0,84  | 20:16  |
| 6.  | Bonner FV            | 18  | 7  | 1 | 10 | 035:330 | 1,06  | 15:21  |
| 7.  | Preußen Duisburg     | 18  | 5  | 3 | 10 | 034:500 | 0,68  | 13:23  |
| 8.  | Alemannia Aachen     | 18  | 5  | 2 | 11 | 027:490 | 0,55  | 12:24  |
| 9.  | Düsseldorfer FC 1899 | 18  | 5  | 0 | 13 | 037:580 | 0,64  | 10:26  |
| 1.  | VfvB Ruhrort (N)     | 18  | 3  | 2 | 13 | 027:780 | 0,35  | 08:28  |

## Endrunde

### Halbfinale der A-Klassenmeister
| Datum         |                           | Ergebnis |                 | Ort              |
| ------------- | ------------------------- | -------- | --------------- | ---------------- |
| 31. März 1912 | Borussia München-Gladbach | 5:0      | VfB 08 Gießen   | München-Gladbach |
| 31. März 1912 | SuS Schalke 96            | 2:6      | Essener SV 1899 | Gelsenkirchen    |

### Finale der A-Klassenmeister
| Datum          |                           | Ergebnis |                 | Ort      |
| -------------- | ------------------------- | -------- | --------------- | -------- |
| 12. April 1912 | Borussia München-Gladbach | 1:0      | Essener SV 1899 | Duisburg |

### Finale um die westdeutsche Meisterschaft
| Datum          |                           | Ergebnis |              | Ort              |
| -------------- | ------------------------- | -------- | ------------ | ---------------- |
| 23. April 1912 | Borussia München-Gladbach | 2:4      | Cölner BC 01 | München-Gladbach |